# Scotognapha galletas
Scotognapha galletas är en spindelart som beskrevs av Platnick, Ovtsharenko och Murphy 200. Scotognapha galletas ingår i släktet Scotognapha och familjen plattbuksspindlar.
Artens utbredningsområde är Kanarieöarna. Inga underarter finns listade i Catalogue of Life.